# Salvestro Médici
Salvestro de Alamanno de Médici (Florencia, 1331 ? – Florencia, 1388) fue un político italiano, de los primeros miembros en la familia Médici en ocupar un cargo importante en la ciudad, gonfaloniero de justicia. A la época la familia Medici pertenecía al promedio de la nobleza local. Salvestro era primo lejano de Juan de Medici, padre de Cosme de Médici.

## Biografía
Salvestro Médici (1331-1388), aunque de origen patricio, se presentaba como portavoz de los sectores populares y ante todo de los artesanos. Su propósito era poner nuevamente en vigor todas aquellas medidas favorables al pueblo que los poderosos habían derogado, en particular las "Ordenanzas de justicia".
El 1 de mayo de 1378 Salvestro de Médici llega al puesto de "gonfaloniero" de justicia, en vista de las numerosas trabas que encontró para sacar adelante sus planes, en el mes de junio decidió utilizar, como medio de presión, a las capas populares, incitándolas a la rebelión. A finales de junio tuvieron lugar los primeros tumultos. La Signoria retrocedió, lo que, a su vez, lo que le dio alas a los sublevados. Cuando comenzaba el mes de julio, Florencia, con las calles ocupadas por las milicias populares, vivía un auténtico clima de preguerra civil. La segunda fase de la revuelta ciompi, eminentemente revolucionaria, se desarrolló en el mes de julio de 1378. El estallido se produjo el día 20 de dicho mes. "Al toque de campana se reunieron todos y cuando todos estaban congregados pasó de un destacamento a otro la noticia. ¡Todos a la plaza!.
Las masas populares, reunidas en la plaza de la Señoría, lanzaban consignas, como la que decía ¡Viva el pueblo y los gremios! Poco después decidieron poner sitio a la Señoría.  Las masas populares pudieron cumplir un viejo sueño, entrar en el Palacio Viejo. A su frente, enarbolando el gonfalón del "popolo minuto", se encontraba el nuevo líder de la situación, el cardador Michele di Lando. 
La revolución había triunfado plenamente en Florencia. Pero, de hecho, a partir del mes de agosto, aunque pueda parecer sorprendente, se iniciaba una nueva fase, de claro sentido descendente. Por de pronto, el poder no había quedado en manos de los radicales, sino de gentes medias, que buscaban ante todo conservar los principales logros adquiridos. De ahí que los sectores extremos, concretamente los ciompi, comenzaran a pensar que la revolución no les había servido para nada.
En los meses siguientes, debilitada definitivamente la revuelta, se procedió a reprimir a los sediciosos. Salvestro de Médici y Michele di Lando, entre otros, fueron condenados al destierro.
Salvestro murió en Florencia en 1388.
- Datos: Q1564584